# Балка Ягідна
Балка Ягідна — річка в Україні, у Пологівському й Оріхівському районах Запорізької області. Ліва притока Жеребця (басейн Дніпра).

## Опис
Довжина річки 16 км, похил річки — 4,4 м/км. Площа басейну 66,0 км². У пригирловій частині річка пересохла.

## Розташування
Бере початок на південно-західній стороні від села Загірне. Тече переважно на північний захід через Новоселівку і біля Єгорівки впадає в річку Жеребець, ліву притоку Кінської.